# Beker van Armenië 2011
De beker van Armenië 2011 was de tiende editie van dit voetbalbekertoernooi. Enkel de acht clubs van de Armeense Premier League namen deel. Het toernooi startte op 10 maart 2011 en eindigde op 11 mei 2011. Mika won de finale tegen Sjirak met 1-4. De wedstrijd wordt bekeken door 9.300 toeschouwers. De wedstrijd werd gefloten door David Fernández Borbalán.

## Kwart finale
1e wedstrijd
| 10 & 11 maart 2011 |       |                 |
| Sjirak Gjoemri     | 1 – 1 | Pjoenik Jerevan |
| Banants Jerevan    | 3 – 0 | Gandzasar Kapan |
| Ulisses FC         | 1 – 0 | Ararat Jerevan  |
| MIKA Asjtarak      | 3 – 0 | Impuls          |

2e wedstrijd
| 13 & 14 maart 2011 |       |                 |
| Sjirak Gjoemri     | 1 – 0 | Pjoenik Jerevan |
| Banants Jerevan    | 0 – 1 | Gandzasar Kapan |
| Ulisses FC         | 1 – 0 | Ararat Jerevan  |
| MIKA Asjtarak      | 2 – 2 | Impuls          |

## halve finale
1e wedstrijd
| 30 & 6 maart/april 2011 |       |                 |
| Sjirak Gjoemri          | 0 – 1 | Ulisses FC      |
| MIKA Asjtarak           | 3 – 3 | Banants Jerevan |

2e wedstrijd
| 20 & 27 april 2011 |       |                 |
| Sjirak Gjoemri     | 2 – 0 | Ulisses FC      |
| MIKA Asjtarak      | 1 – 0 | Banants Jerevan |

## Finale
| 11 mei 2011    |       |               |
| Sjirak Gjoemri | 1 – 4 | MIKA Asjtarak |

1992 · 
1993 · 
1994 · 
1995 · 
1996 · 
1997 · 
1998 · 
1999 · 
2000 · 
2001 · 
2002 · 
2003 · 
2004 · 
2005 · 
2006 · 
2007 · 
2008 · 
2009 · 
2010 · 
2011 · 
2011/12 · 
2012/13 · 
2013/14 · 
2014/15 ·
2015/16 ·
2016/17 ·
2017/18 ·
2018/19 ·
2019/20 ·
2020/21